# 劉贊 (劉宋)
劉贊（470年—479年5月9日），本名刘智随，字仲敷，宋明帝刘彧第九子，母为徐良人。為新興王劉嵩的胞兄。
謠傳，宋明帝无生育能力，诸弟的姬妾怀孕后，送入宫中，生子后，杀其母，交给受宠的六宫嫔妃抚养。
泰始六年出生。十月辛卯（470年11月9日），封武陵王，出继宋孝武帝。元徽四年七月辛丑（476年8月19日），任使持节、督南徐、兗、青、冀五州诸军事、北中郎将、南徐州刺史。以江概为北中郎长史。升明元年七月丙午（477年8月19日），改任持节、督郢州、司州之义阳诸军事、前将军、郢州刺史。权臣萧道成命左中郎将周山图护送他赴任。原郢州刺史晋熙王刘燮的防阁将军焦度继续为他所用，为前军参军。荆州刺史沈攸之想起兵反抗萧道成，给刘赞写信，即《与武陵王赞笺》。沈攸之起兵后，十二月己巳（478年1月9日），刘赞加号安西将军，改任荆州刺史。升明二年沈攸之败亡后，改任都督荆、湘、雍、益、梁、宁、南北秦八州诸军事、安西将军、荆州刺史，持节如故。
升明三年四月甲戌（479年5月9日），劉贊被齐王萧道成所杀，封国废除。